# Гар де Венисьё (станция метро)
«Гар де Венисьё» (фр. Gare de Vénissieux) — конечная станция линии D Лионского метрополитена.

## Расположение
Станция находится в пригороде Лиона коммуне Венисьё является частью пересадочного комплекса, включающего в себя также железнодорожный вокзал пригородных поездов «Венисьё», автобусный вокзал и перехватывающую автомобильную парковку. Вход на станцию производится с бульвара Амбруаз Круаза (фр. boulevard Ambroise Croizat) и улицы де Конба дю 24 ут 1944 (фр. rue des Combats du 24 août 1944).

## Особенности
Станция открыта 11 декабря 1992 года в составе второй очереди линии D от станции Гранж Бланш до станции Гар де Венисьё. Состоит из двух путей и двух боковых платформ. Пассажиропоток в 2006 году составил 277 584 чел./мес.

## Происхождение названия
Gare de Vénissieux в переводе с французского означает Венисьёский вокзал или вокзал Венисьё. Название дано по причине того, что станция метро вместе с железнодорожным вокзалом для пригородных поездов входят в единый мультимодальный пересадочный комплекс, расположенный в коммуне Венисьё.

## Достопримечательности
- Завод Renault Trucks

## Наземный транспорт
Со станции существует пересадка на следующие виды транспорта:

```
TER
 — вокзал пригородных поездов
```

  — трамвай

       — автобус

  — рабочий автобус

Пригородный автобус 111, 112 и 113